# Sachsendamm
Der Sachsendamm ist mit einer Länge von rund 1700 Metern eine wichtige innerstädtische Verbindung im Berliner Ortsteil Schöneberg und führt als Verlängerung der Dominicusstraße bis zur Ortsteilgrenze zu Tempelhof, wo er an der Kreuzung mit der Alboinstraße in die Schöneberger Straße übergeht. Sein Verlauf folgt in einem kleinen Abschnitt dem früheren Marienfelder Weg.

## Namensgebung
Der am 27. März 1907 benannte Sachsendamm hat seinen Namen nach dem westgermanischen Stamm der Sachsen.

## Bebauung

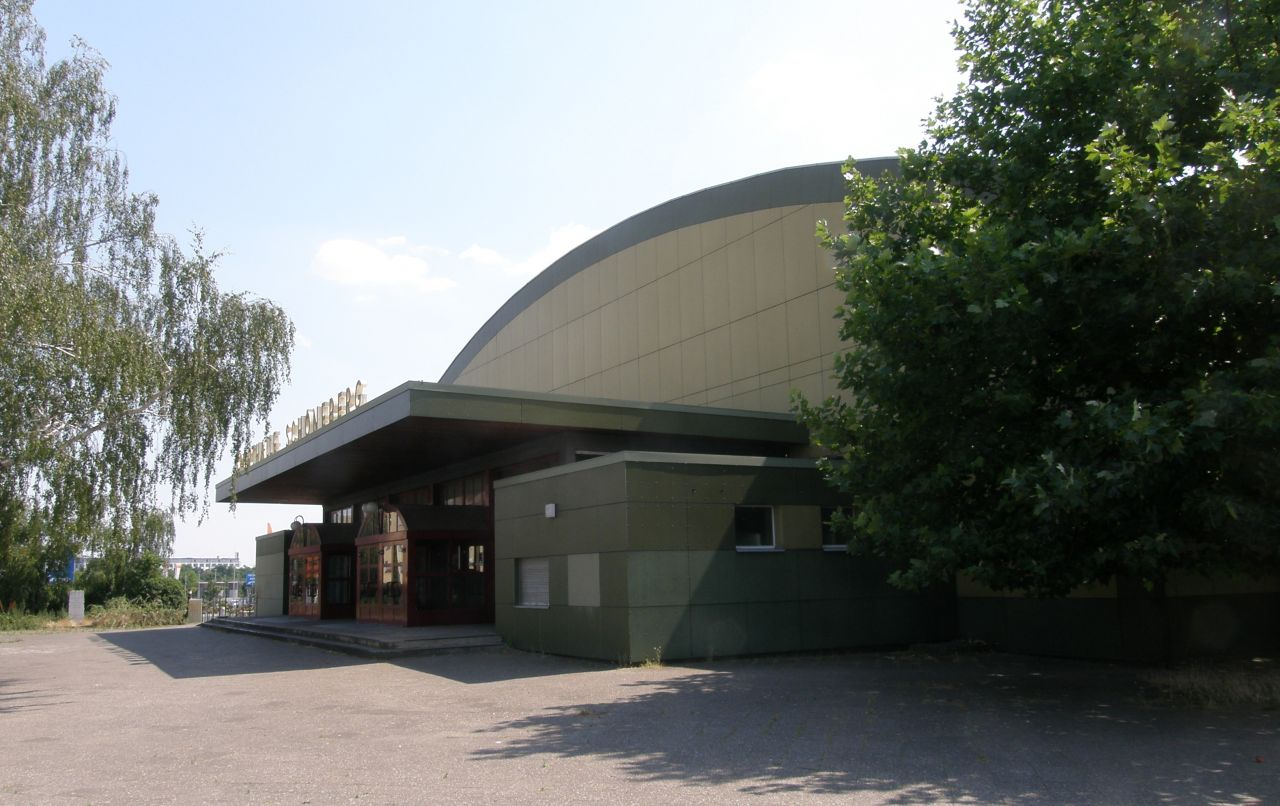
Sportzentrum Schöneberg

Der Sachsendamm bildet die südliche Grenze der sogenannten „Schöneberger Linse“, die im nördlichen Bereich durch die Trasse der Ringbahn begrenzt wird. Dieses Gebiet weist lediglich im Bereich zwischen dem Tempelhofer Weg und der Gotenstraße eine geringe Wohnbebauung auf. Ansonsten ist es geprägt von Gewerbebauten wie beispielsweise dem Möbelhaus Höffner (auf dessen Gelände sich vormals die Radrennbahn Schöneberg befand), dem teilweise denkmalgeschützten Sportzentrum Schöneberg, dem Bahnhof Südkreuz sowie der parallel verlaufenden Stadtautobahn mit dem Autobahnkreuz Schöneberg.

## Verkehr

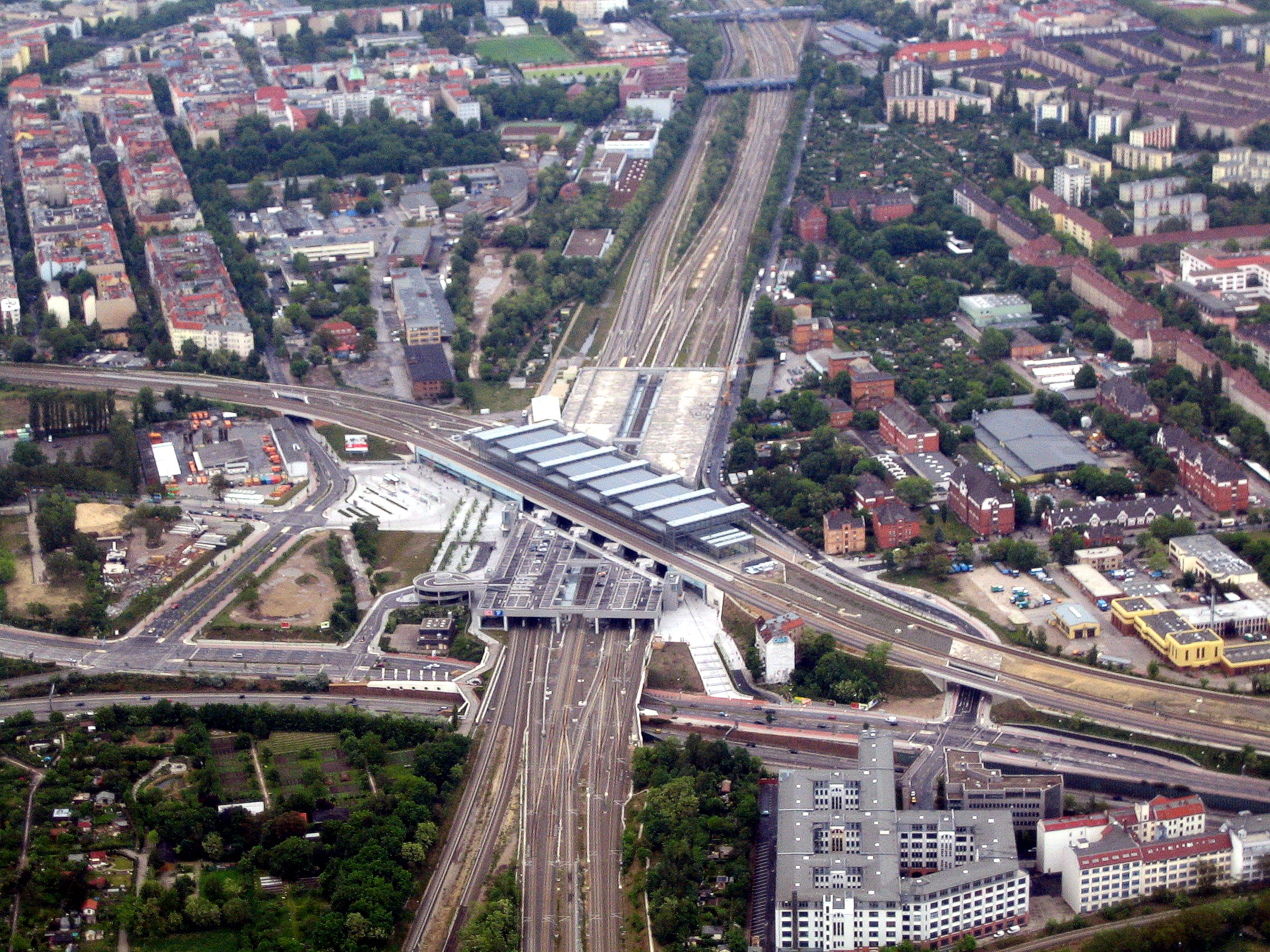
Der Sachsendamm (vorn) mit dem Bahnhof Südkreuz

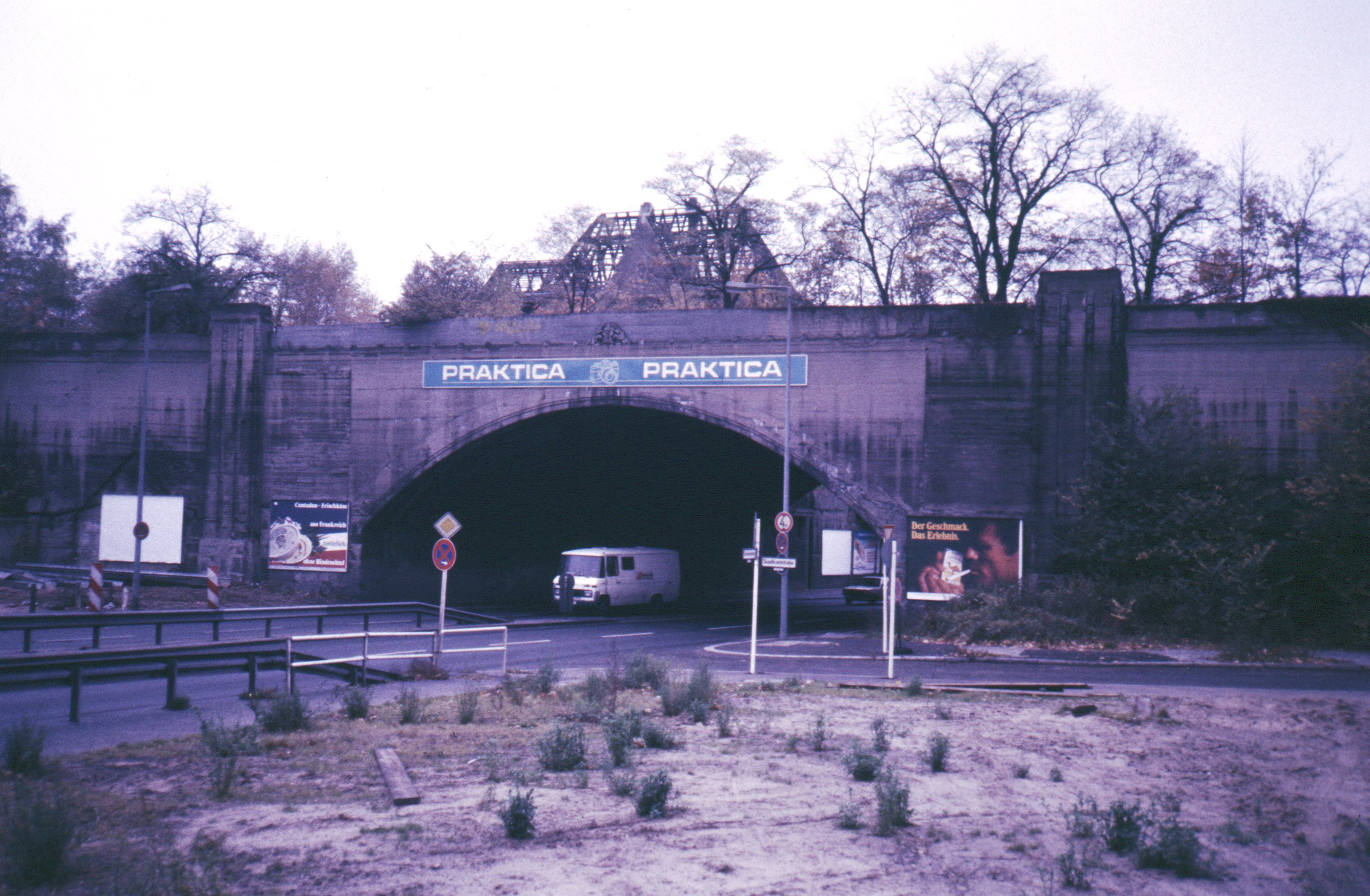
Brücke der Anhalter Bahn über den Sachsendamm vor dem Lückenschluss der Stadtautobahn, 1986

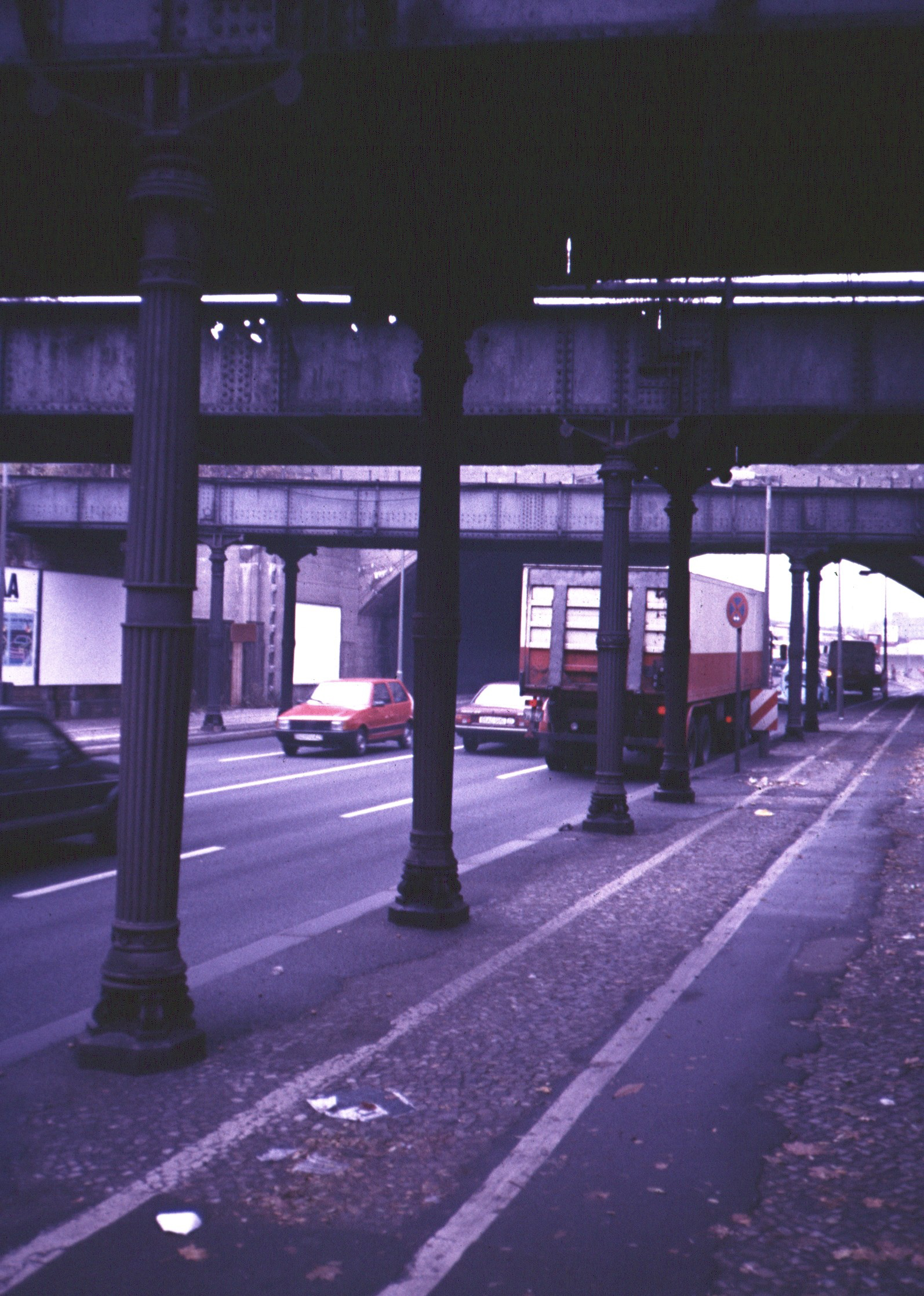
Unterquerung der Dresdener Bahn, 1986

Die teilweise mit Mittelstreifen vier- bis sechsstreifig ausgebaute Straße dient überwiegend dem Durchgangsverkehr und verbindet die westliche Berliner City mit den südlichen Bezirken der Hauptstadt sowie dem Anschluss an den Stadtring und die Westtangente. Am Übergang von der Dominicusstraße befindet sich der Bahnhof Schöneberg, an dem sich die S-Bahn-Linien der Ringbahn mit der S-Bahn-Linie S1 der Wannseebahn kreuzen. In Höhe des Bahnhofs Südkreuz unterquert der Sachsendamm die in Nord-Süd-Richtung verlaufende Nord-Süd-Fernbahn, die Verbindungen nach Halle (Saale), Leipzig und Dresden herstellt. Der Abschnitt zwischen der Dominicusstraße und der Anschlussstelle zur Stadtautobahn ist Teil der Bundesstraße 1. Bis zum 2. Mai 1962 führte die Linie 60 der Berliner Straßenbahn durch die Straße, während die Linie 6 bereits am 1. Juli 1961 eingestellt wurde.
Zwischen 1972 und 1996 galt der Sachsendamm durch seine kapazitätslimitierende Verengung als berüchtigtes „Nadelöhr“ für den Verkehr in diesem Bereich: Die Strecke der benachbarten Stadtautobahn führte unter einem Rangierwerk der Dresdener Bahn hindurch, deren Betriebsrechte bei der Deutschen Reichsbahn lagen. Da die Verhandlungen mit dem damaligen Inhaber der Rechte (mittelbar die DDR) ergebnislos blieben, musste der gesamte Verkehr der Stadtautobahn auf den Sachsendamm abgeleitet werden, was regelmäßig zum Rückstau führte. Erst nach dem Austausch von Flächen und dem Ersatzbau von Stellwerken konnte 1982 mit dem Weiterbau der Stadtautobahn in Richtung Tempelhof und Neukölln begonnen werden.